# 桃太郎神社 (犬山市)

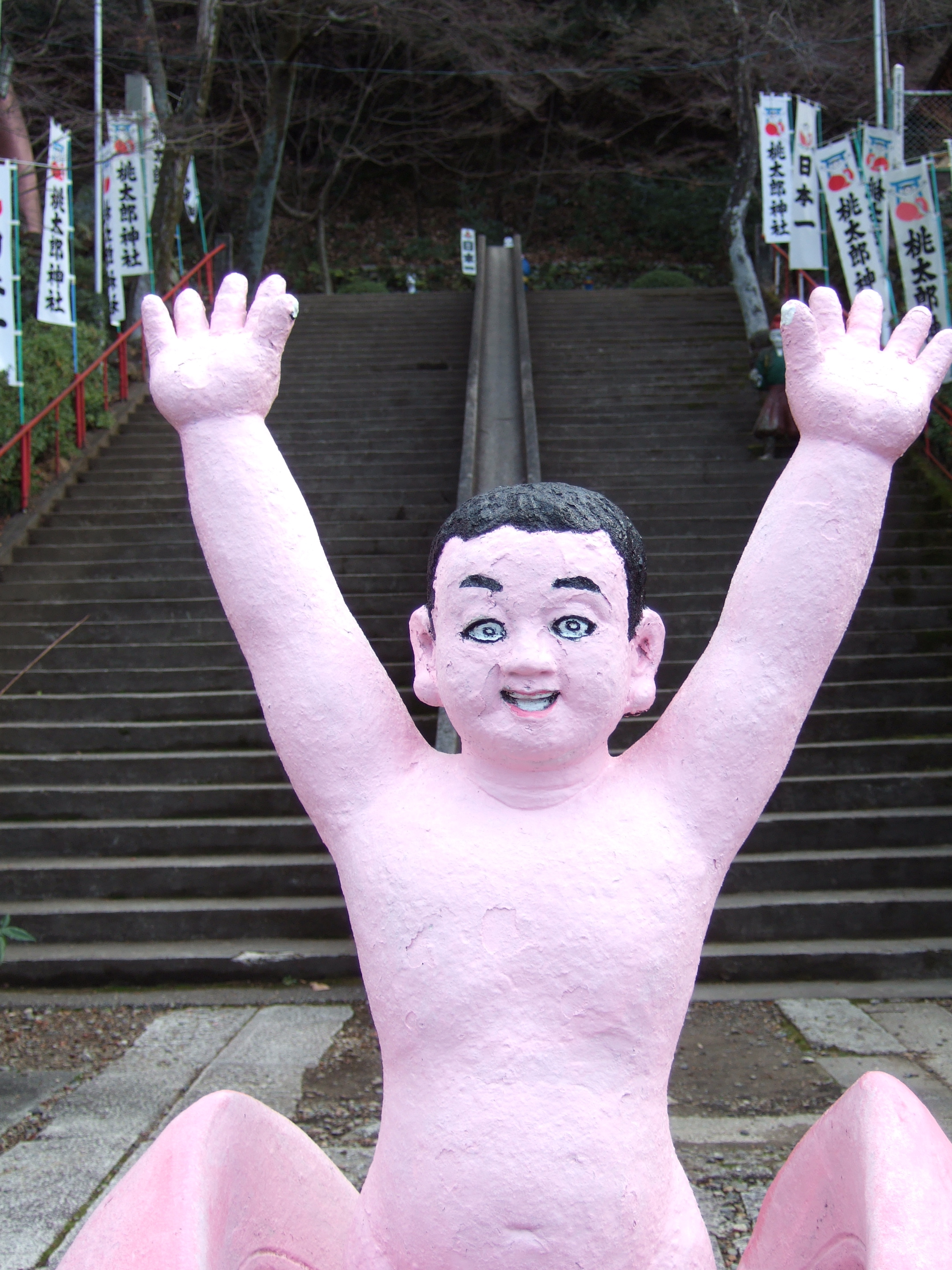
桃太郎の像　後ろに見えるのがすべり台

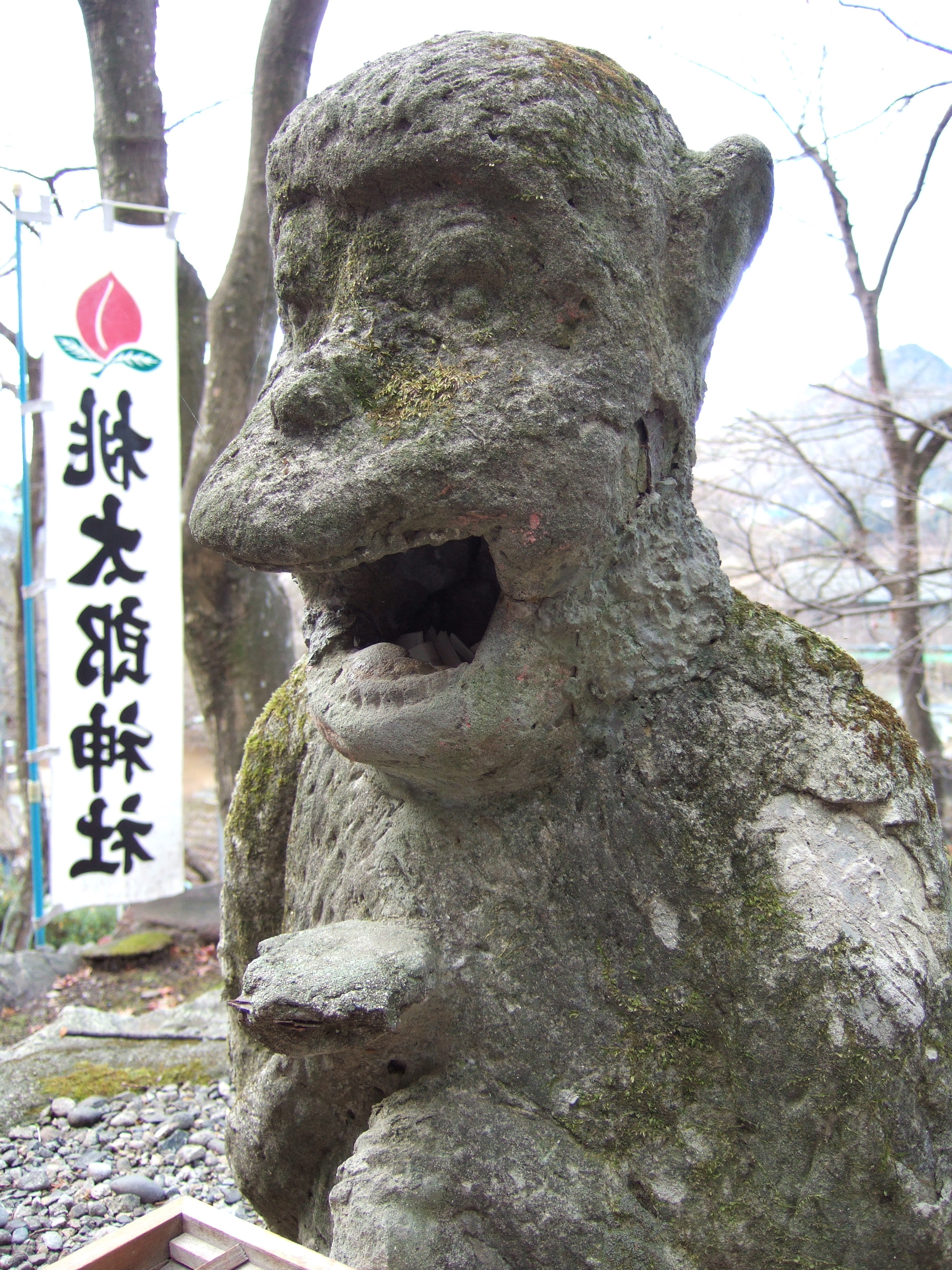
悪運を食べるサル　口の中におみくじが見える

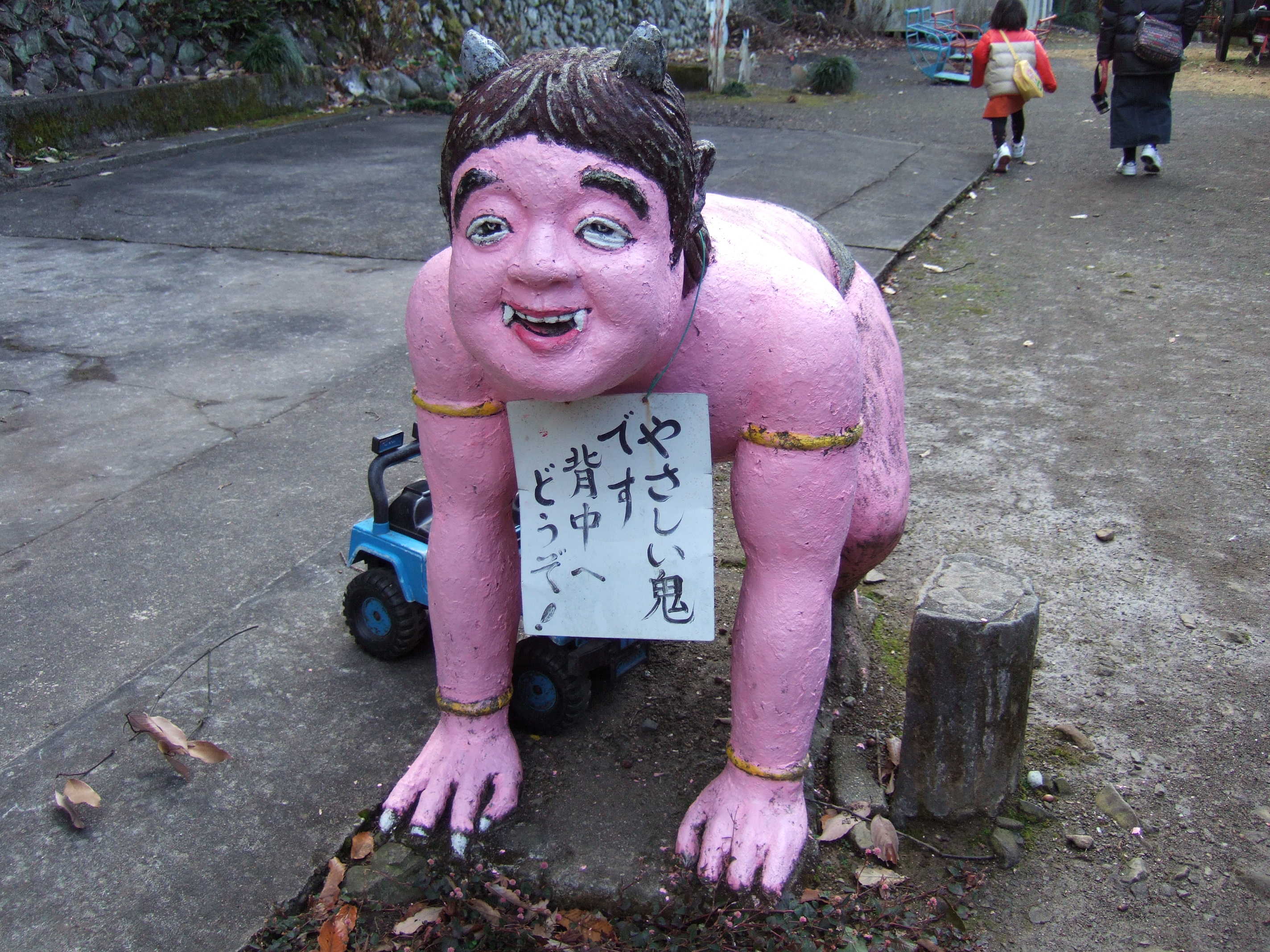
やさしい鬼　後ろのコンクリートの土台がかつて宝物館のあったところ

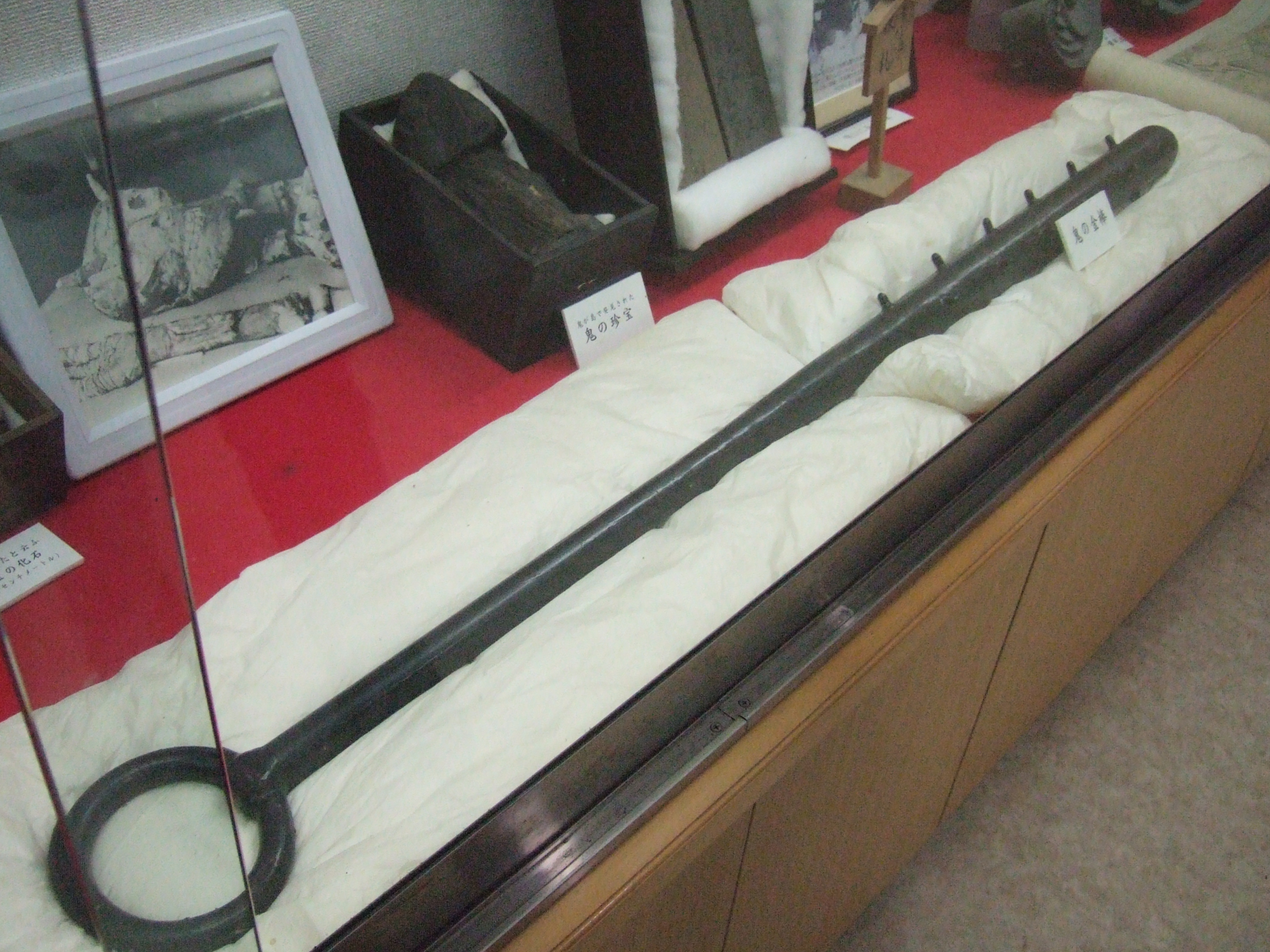
鬼の金棒、鬼の珍宝、鬼の骨の写真（現在の宝物館のもの）

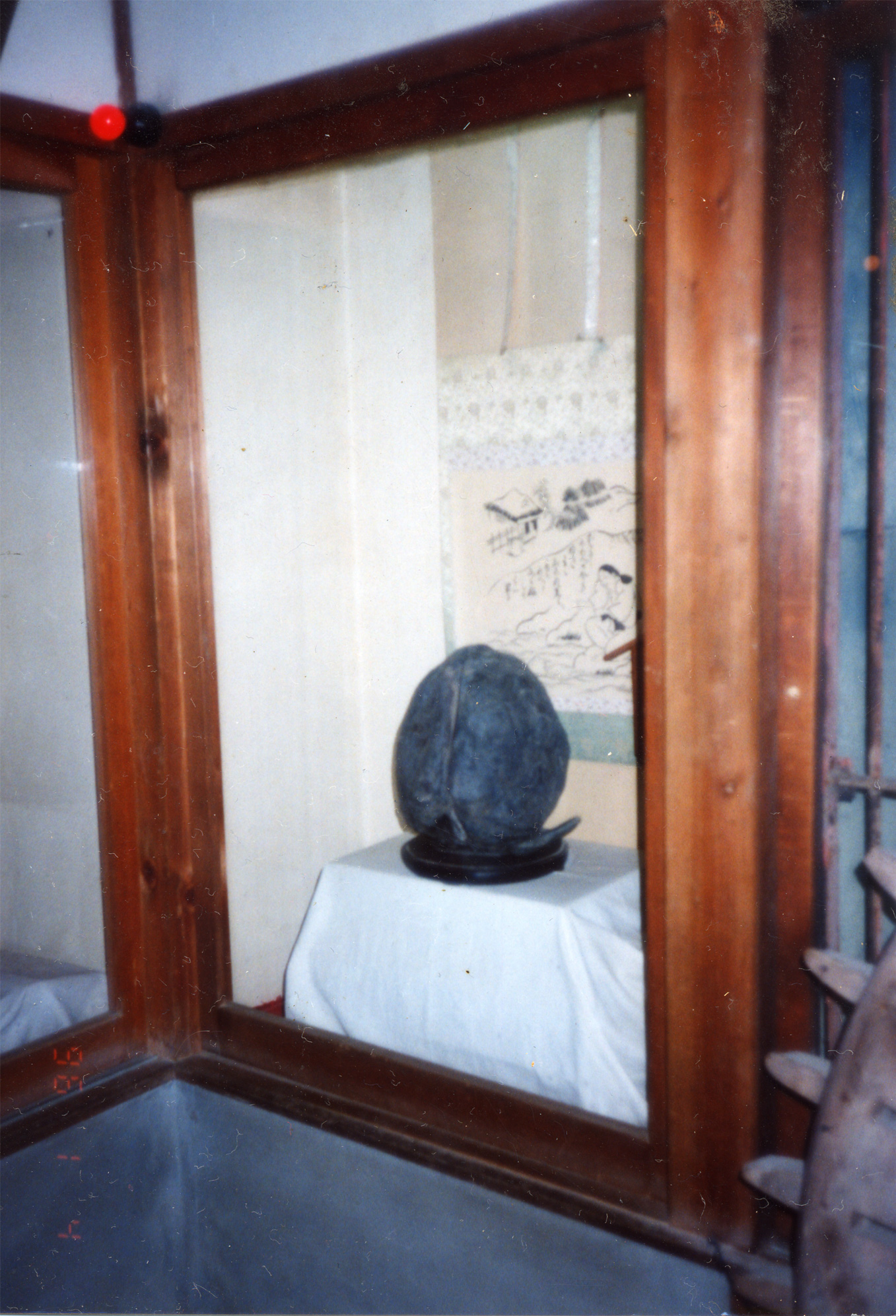
焼失した桃太郎が生まれたという桃（展示されていた当時の非常に貴重な写真）

桃太郎神社（ももたろうじんじゃ）は、愛知県犬山市栗栖（くりす）にある神社。

## 概要
犬山市には桃太郎伝説が存在する。
全国的にも珍しい桃型の鳥居があるほか、桃太郎のおばあさんが洗濯をした洗濯岩などがある。
毎年、5月5日のこどもの日には桃太郎祭りが開かれる。祭りで披露される「桃太郎おどり」は、野口雨情が作詞したという桃太郎音頭のことである。
神社周辺は桃太郎公園として整備されている。
道路から、一の鳥居、二の鳥居を経て、石段を上ると、桃型鳥居と拝殿がある。なお、一の鳥居と二の鳥居は、普通の神社にあるような鳥居である。地元では、子どもの健康を祈る神社としての認識が高く、大切にされている。

## 周辺
桃太郎公園は、桜も多く近隣では有名な観光地ともなっていて、みやげ物屋も数件ある。この地方でよく食される「木の芽田楽」（豆腐の味噌田楽）や、菜飯を味わうこともできる。また、かつては公園の一角に、ヤクニホンザルを放し飼いにした野猿公苑（日本モンキーセンター栗栖研究所の関連施設）があり、午後3時になるとサルが園の外に出てきて、車の上に乗る姿が見られた（野猿公苑は1997年に閉園。2019年に跡地が栗栖野縁公苑として再開園）。
神社背後には緑深い山が間近に迫り、すぐ前を木曽川が洗う。このあたりの木曽川は風光明媚であり、志賀重昂によって「日本ライン」と名付けられた。また、川縁には有名なチャートの露頭がある。
道路からチャートの露頭までの広い河原は芝生の広場（栗栖園地）となっており、デーキャンプが行われるなど、市民や近隣住民の憩いの場として親しまれている。桃太郎神社に参拝したことがない近隣住民でも、この栗栖園地で遊んだことがある、という人は多い。
神社の裏手は、栗栖遊歩道のセセラギ遊歩道入口になっている。この遊歩道は、岐阜県可児市の鳩吹山遊歩道に合流している。

## アクセス
公共交通機関
名鉄犬山線 犬山遊園駅からタクシーで約10分。徒歩の場合、30分以上かかる。
自家用車
一の鳥居前に無料駐車場あり。おみやげ屋の駐車場は有料だが、川原に降りたところにも広い無料駐車場がある。

## 境内
境内は緑が深く、落ち着いている。数多く配置されているコンクリート像は、コンクリート群像作家として知られる浅野祥雲による作品である。中京地区で活躍した浅野の作品は、同じ愛知県の日進市にある五色園（親鸞聖人の伝記）や、岐阜県関ケ原町にある関ヶ原ウォーランド（関ヶ原の戦いを群像で再現）、愛知県知多郡南知多町の軍人墓地、愛知県豊明市の身代わり弘法、さらに熱海城のシャチホコや周辺像などでも鑑賞することができる。コンクリート像は定期的にお色直しもしているようで、大切に扱われている（五色園、桃太郎神社、関ヶ原ウォーランドをして、浅野祥雲作品の三大聖地と言われることもある）。
おばあさんの洗濯岩　
おばあさんが川で洗濯をする時、いつも同じ場所で洗濯をしていたため、岩がすり減って足跡が残ったもの。二の鳥居の前に保存展示されている。おばあさんの像もある。
桃太郎の像
拝殿のある上段部へあがる階段の前には一般の神社にある形をした二の鳥居があるが、そのすぐ前に、桃から生まれたばかりの桃太郎の立像があり、ここが桃太郎をまつった神社であることを強烈に印象づけている。犬山の桃太郎神社と言えば、この像が象徴的である。定期的に塗り替り直されている。
桃くぐり
桃太郎像の脇にある。小さな岩がくり抜かれていて、そこを通り抜けることでご利益がある。
すべり台
桃太郎像から上段へ上がる石段の中央を貫くように、急坂のスロープ状のものがある。すべり台のようにも、水を流す溝のようにも見えるが、滑りが悪いこともあってか普段はほとんど誰もすべっていないこともあり、謎に思っている人が多い。しかし、数十年前の写真には楽しそうに滑っている子どもたちの姿が見えることから、やはりすべり台であったと思われる。ただ、かなり急であり、コンクリート製なので、すべる時は注意を要する。ちなみに、すべり台両脇の石段の途中には、柴刈りから帰ってこようとしているかのようなおじいさんの像がある。
桃形鳥居
世にも珍しい桃をくりぬいたような形の鳥居。色はもちろんピンク色。鳥居には「桃形鳥居をくぐれば　悪は去る（サル）、病は居ぬ（イヌ）、災は来じ（キジ）」（カッコ内は、実際にはルビとして書かれている）と書かれていて、桃太郎神社に拝するありがたさを感じることができる。また、このことから、この鳥居の正式名称が「桃形鳥居」であることもわかる。なお、桃太郎神社では、一の鳥居は一般的な神社の形であり扁額は一般にあるような縦長の矩形のものに「桃太郎神社」と金文字で書かれたものであり、二の鳥居は一般的な神社の形だが扁額はなく桃のレリーフが飾られたもの、そして拝殿前の鳥居は桃形鳥居と、徐々に、現世から桃太郎の世界へと誘われていくように効果的に設計・配置されているものと思われる。なお、桃形鳥居には、一般的な扁額がかけられている。
悪運を食べるサル
桃形鳥居の西にあるが、目立たないため見落としがちである。コンクリートの無着色のように見えるが、よく見ると彩色されていたと思われる痕跡もあるため、近年は彩色していないようだ。像立されてからの歴史を感じさせるように苔も生え、ありがたみが増している。上半身だけのようにも見えるが、よく見ると、左足をかかえて座っていることがわかる。右手を前に差し出し、口を開けているのが特徴。そして「悪運はサル　凶のおみくじはこのサルに食べさせて下さい」と書かれている。実際におみくじが口の中に入っていることもよくある。
鬼の目にも涙
拝殿の東、崖のところにあるコンクリート像。「もう悪いことはしません　この涙を見て下さい」と書かれ、桃太郎にやっつけられて悔い改めた姿を表現している。涙を目から出して、常に泣き続けているが、わき水を目に通しているようで、高い技術が用いられている。
やさしい鬼
境内に数あるコンクリート像の中で、唯一、笑顔の鬼。四つんばいになって、背中に乗って遊べるようになっている。全国ネットのテレビによって取り上げられたこともある。

## 宝物館
桃太郎像から石段を登り、左に行くと桃形鳥居と拝殿、右に行くと、宝物館のエリアになっている。かつては、山側に古びた宝物館があったが、何者かによって放火され、貴重な資料の多くが灰燼に帰した。その後、かつてあった場所の向かい側に新築された。
鬼の金棒
「鬼に金棒」ということわざに因んだもの。
鬼の珍宝
イヌがかみ切ったという。

## 旧宝物館
以下は旧宝物館にあって、今はないもの（放火事件で焼失したと思われる）。
鬼の骨
鬼の頭蓋骨。見事な角が生えていた。現宝物館で、写真を見ることが出来る。
桃太郎が生まれたと伝えられる桃
一見、化石のようであった。真ん中に割れたような跡がある桃本体の他、葉もあったという。放火により焼失。ただ、桃の本体が化石になったり、石が火災で焼けるとは思えないため、化石ではなかったと解釈できる。参拝者は、拝殿に飾られている写真からその姿をしのぶしかない。

## コンクリート像修復活動
浅野祥雲作品についての造詣が深く、浅野祥雲作品を体系化した著書もある愛知県名古屋市在住のライターである大竹敏之氏が発起人となり、浅野祥雲の親族が経営する塗装店の全面的な協力を得て、境内のコンクリート像の修復活動が、2012年（平成24年）より2014年（平成26年）までの毎年10月に、3カ年計画で行われた。今まではペンキの上にペンキを塗り重ねていたが、この活動では、すべてのペンキを一度剥がして塗り直すという、浅野祥雲の本来の造形がしっかりわかる形での本格的な修復となった。

## 画像集

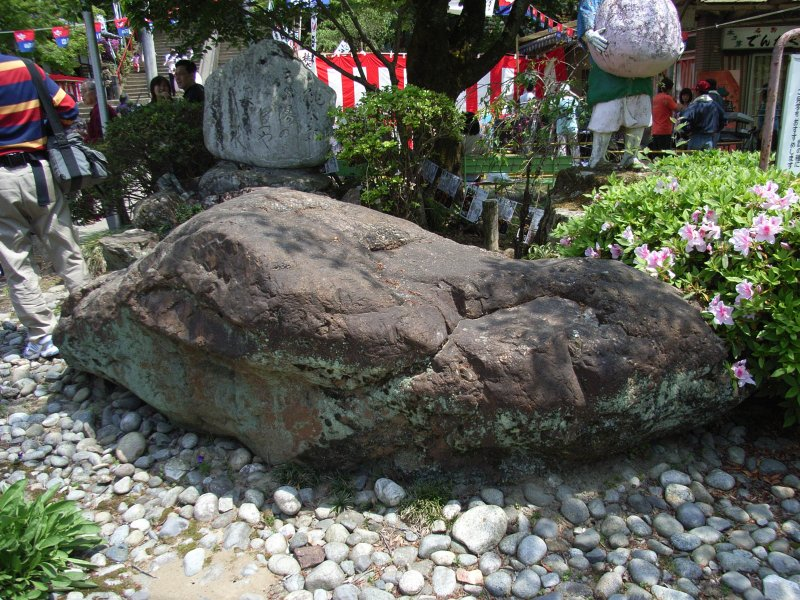
洗濯岩
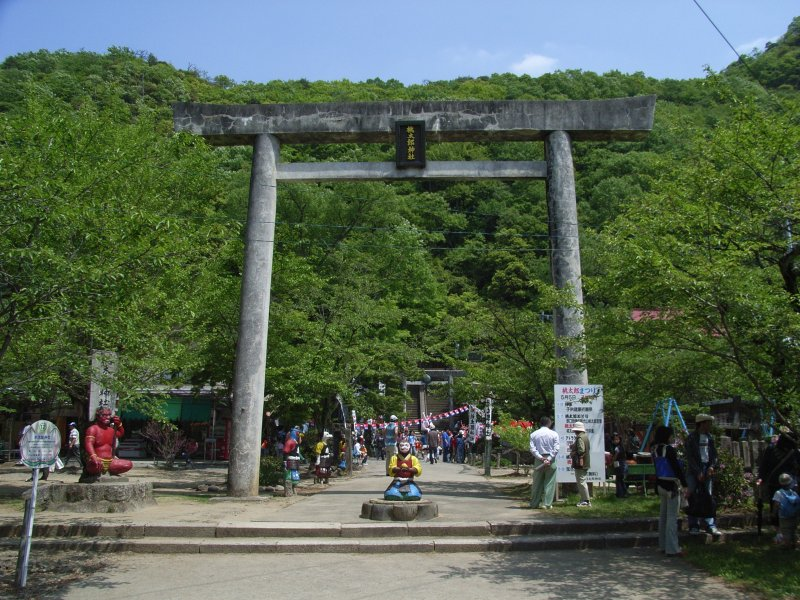
鳥居
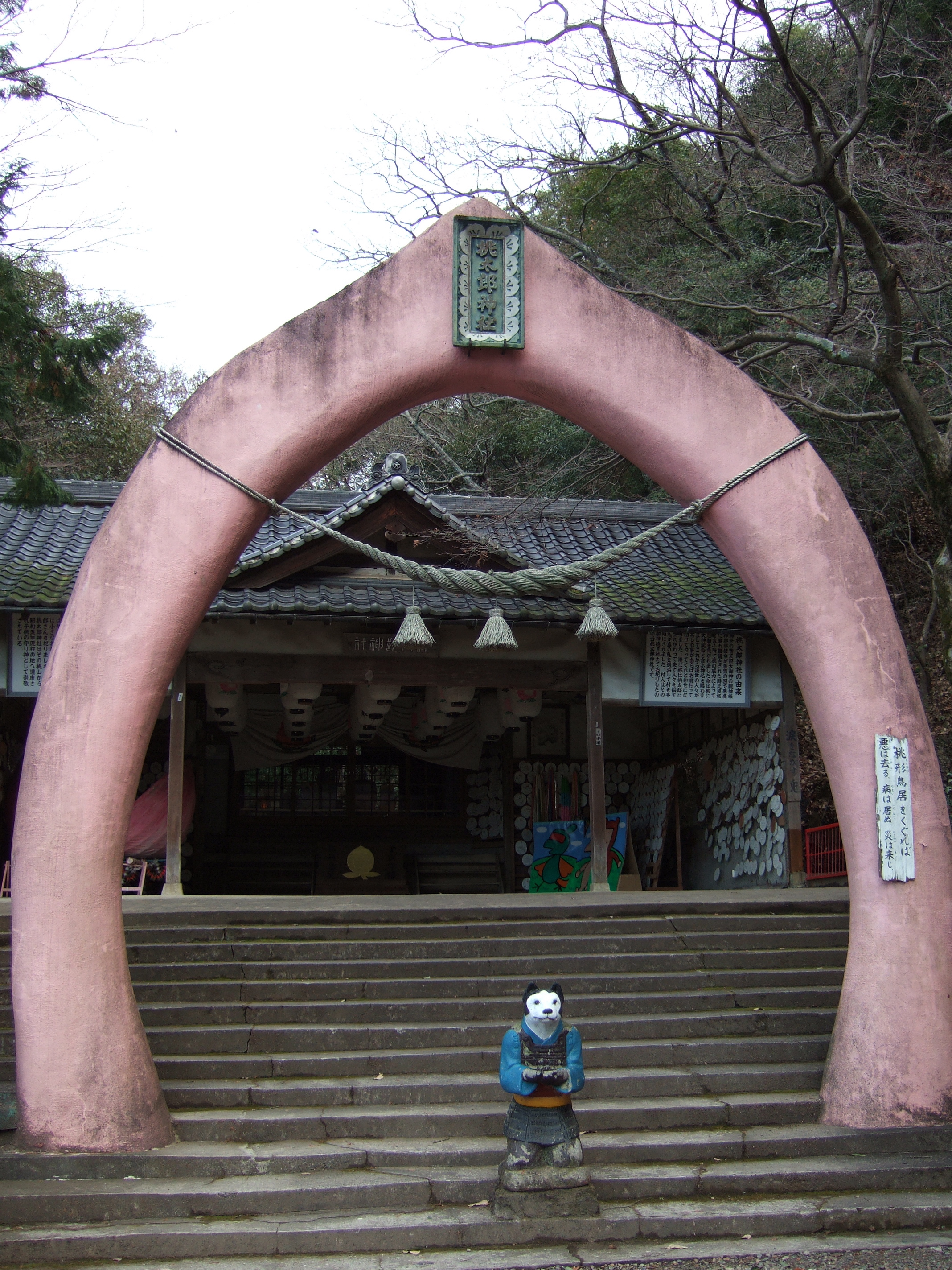
桃形鳥居と拝殿
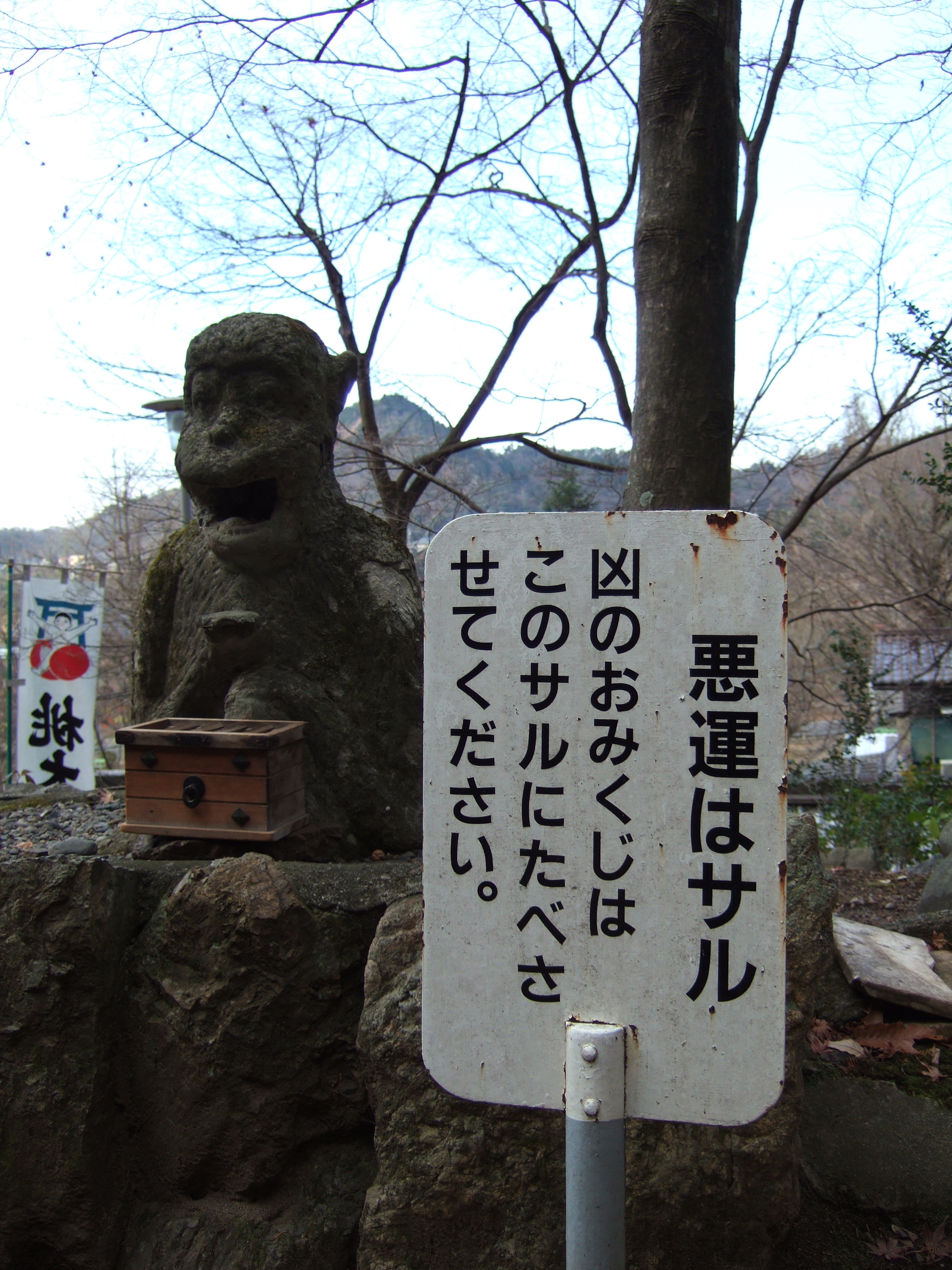
悪運はサル
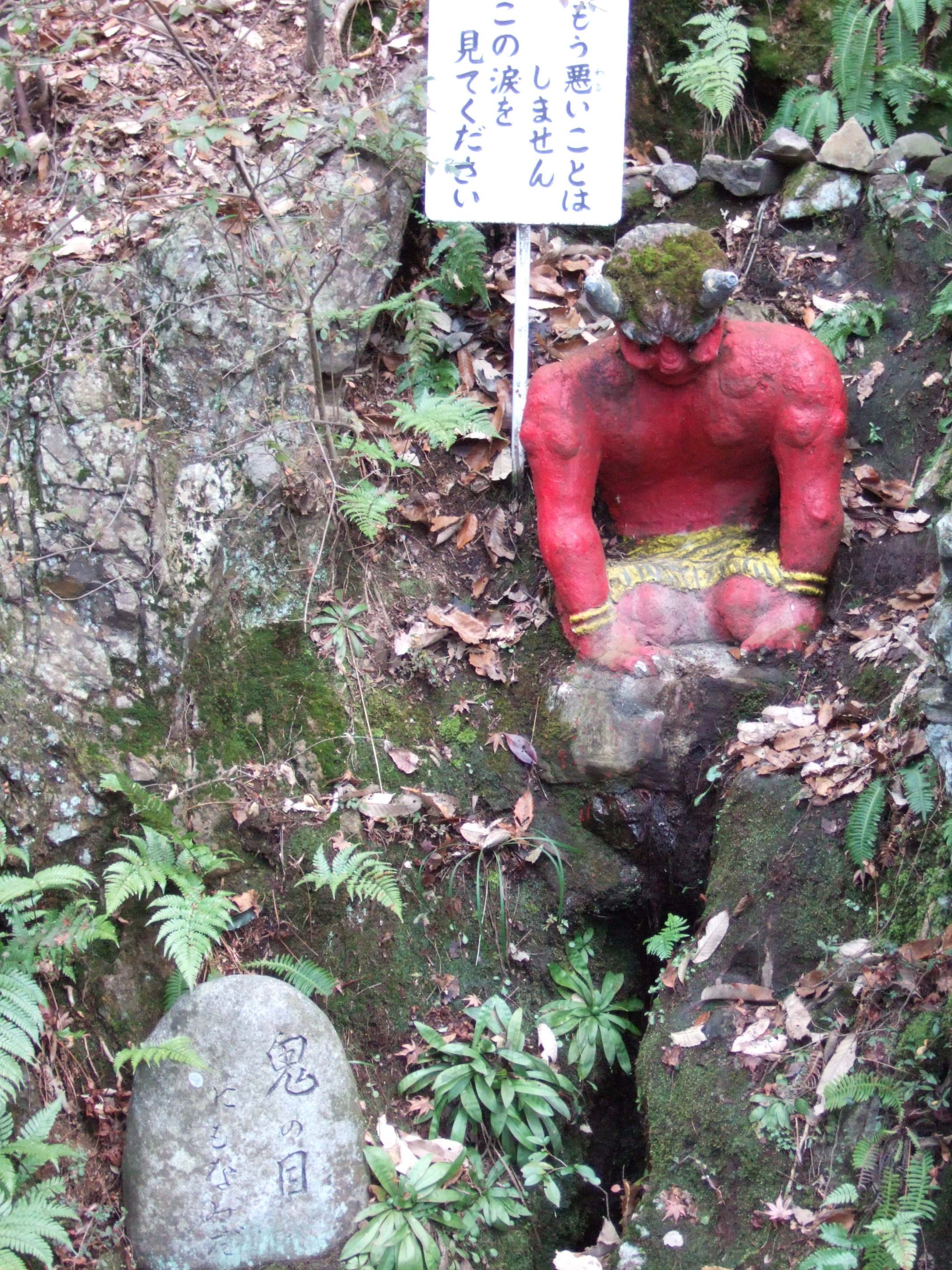
鬼の目にも涙
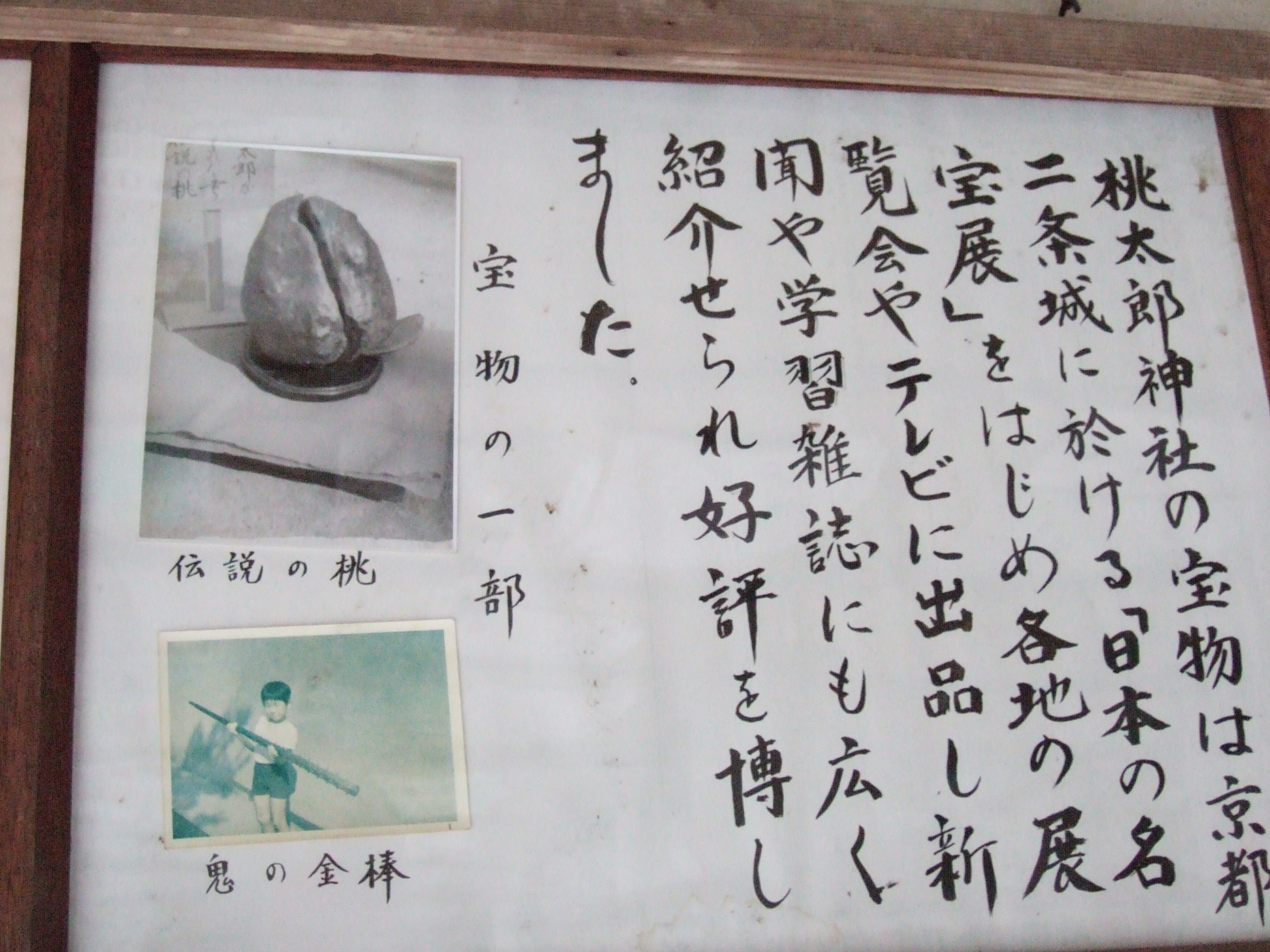
拝殿の桃についての掲示
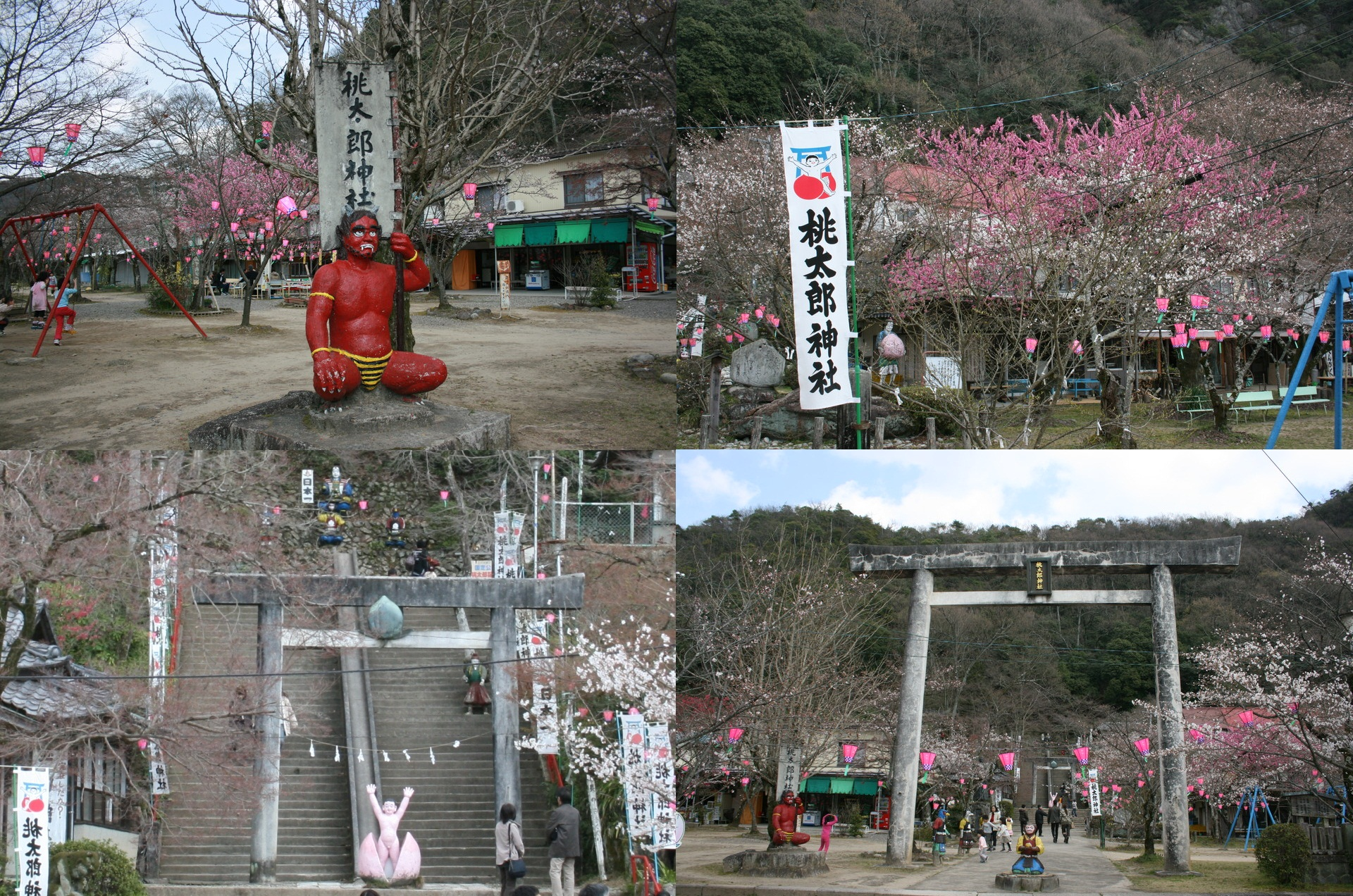
神社の全体像

## この地域の桃太郎伝説
この地域（岐阜県・愛知県の木曽川中流域）に伝わる桃太郎伝説では、桃太郎は栗栖（現在の愛知県犬山市栗栖）で育ち、鬼ヶ島（現在の岐阜県可児市塩の可児川にある島）へ鬼退治へ行ったという。
この地域では、桃太郎に関わる地名も多く残っている。
- 犬山（現在の犬山市）：家来の犬がいた地。
- 猿洞（現在の犬山市）：家来の猿がいた地。
- 雉ケ棚（現在の犬山市）：家来の雉がいた地。
- 今渡（現在の可児市）：鬼が桃太郎が乗った船を見つけた地。
- 取組（現在の坂祝町）：桃太郎と鬼が取っ組み合いをした地。
- 勝山（現在の坂祝町）：桃太郎が勝どきをあげた地。
- 宝積寺（現在の各務原市）：鬼から奪った宝を積み上げた地。